# Mariakapel (Margraten, Trichterweg)

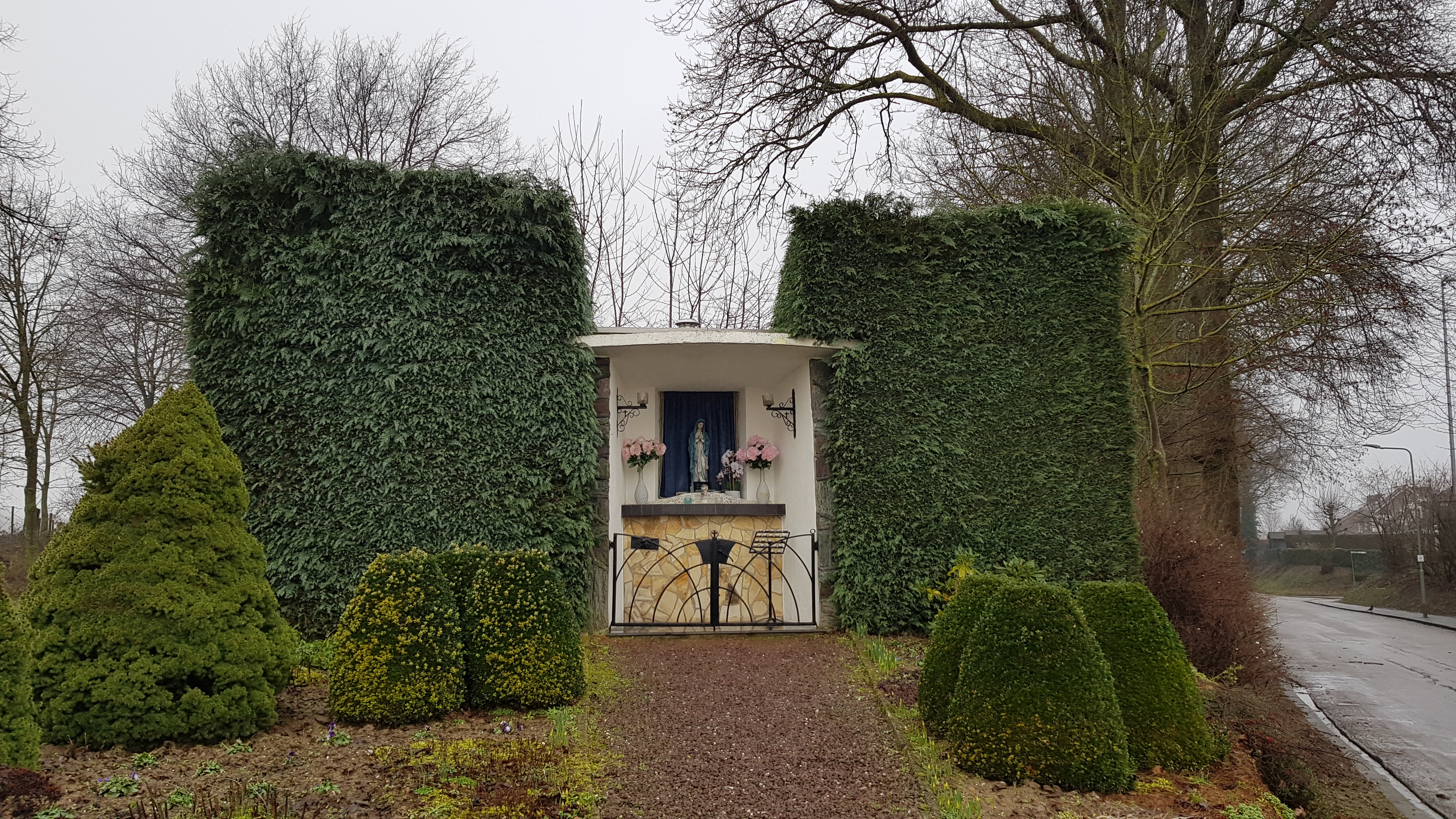
De Mariakapel

De Mariakapel is een wegkapel en transformatorhuisje in Margraten in de Nederlands Zuid-Limburgse gemeente Eijsden-Margraten. De kapel staat aan een splitsing van de Trichterweg en de Papehei, alwaar ook de Bernhardlaan hierop uitkomt.
De kapel is gewijd aan Maria, specifiek aan Onze-Lieve-Vrouw van Banneux.

## Geschiedenis

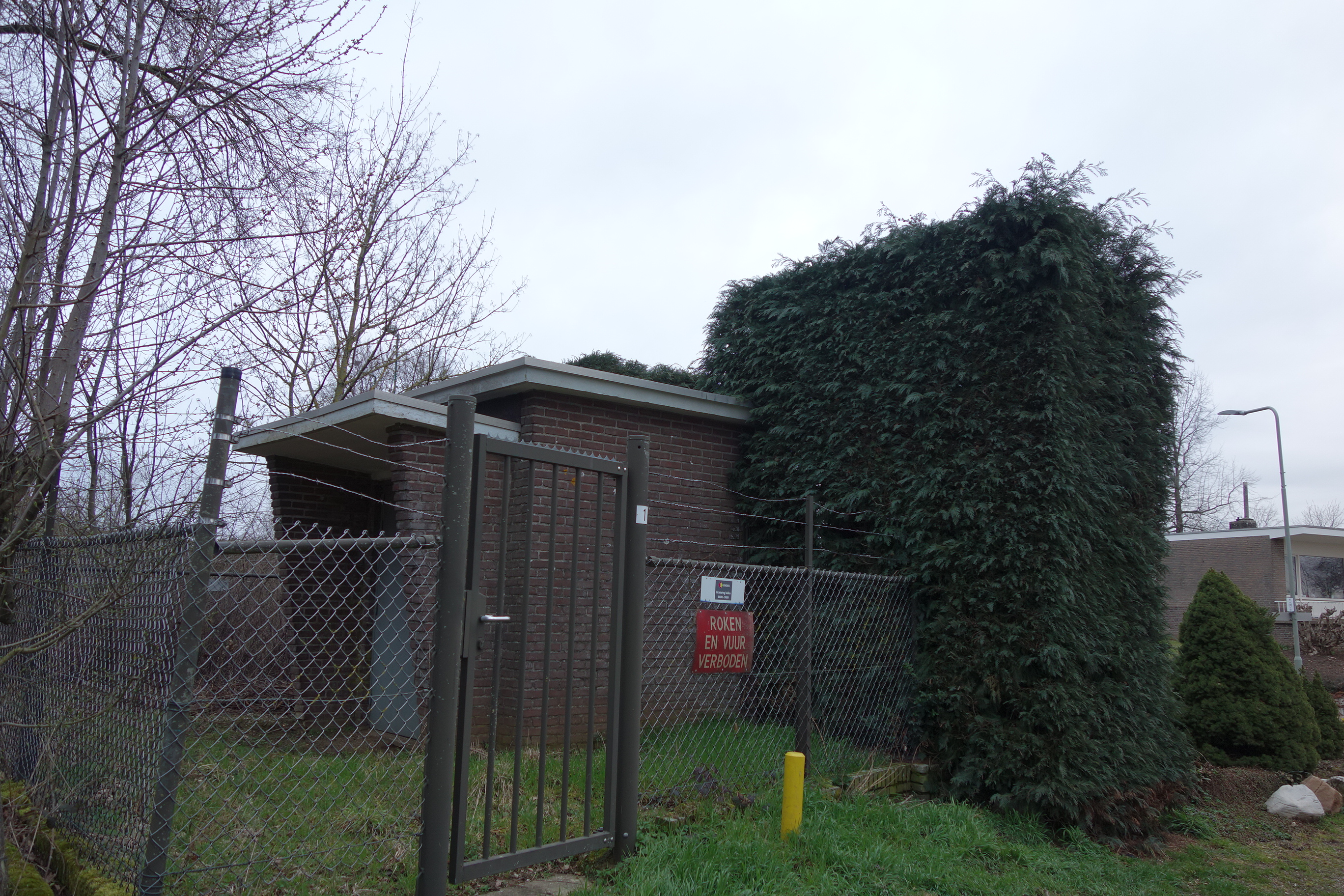
Transformatorhuisje achter de kapel

In 1961 werd de kapel gebouwd in opdracht van burgemeester Hub Vrouenraets. Het doel van de kapel was om het lelijke transformatorhuisje te verbergen. De bouwmaterialen werden door inwoners van het dorp geschonken.

## Bouwwerk

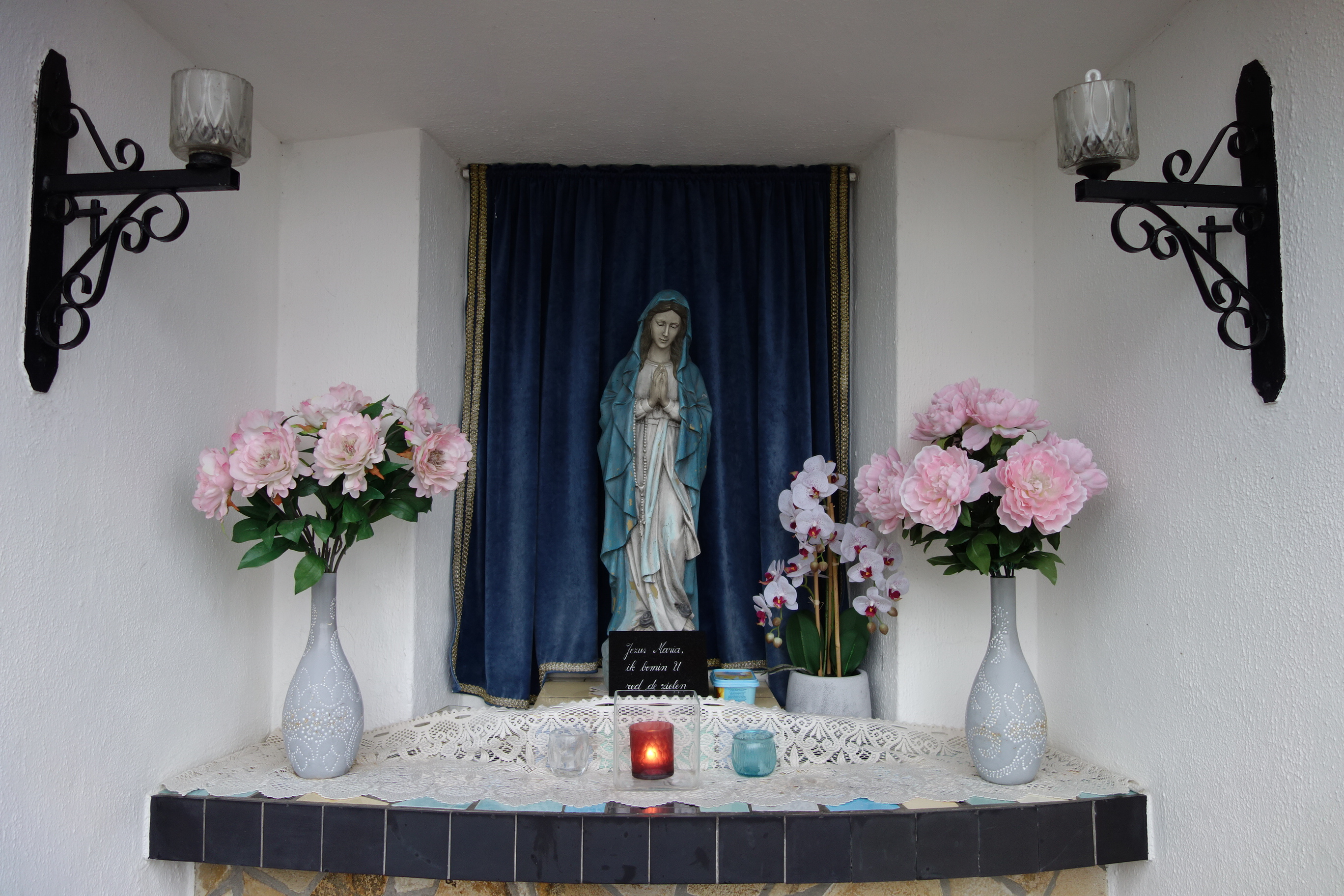
Interieur van de Mariakapel

De open kapel staat op een verhoging op de hoek van twee straten. Links en rechts van de kapel staan twee coniferen gepland. Zowel de coniferen als de kapel onttrekken het zicht op het transformatorhuisje waartegen de kapel is aangebouwd. Voor de kapel ligt een voorhofje waardoor een pad naar de open kapel leidt. De kapel heeft een trapeziumvormig grondplan doordat de wanden van de kapel naar de straatzijde schuin geplaatst enigszins uiteen lopen en wordt gedekt door een schuin dak van beton. De toegang tot de kapel wordt afgesloten met een laag smeedijzeren hek.
Van binnen is de kapel wit geschilderd en is op de zijwanden een smeedijzeren kandelaar opgehangen. De vloer is bekleed in donkere natuursteen waarin een tekst gegraveerd is:

WEES GEGROET MARIA 1961

Het massieve altaar is tegen de achterwand geplaatst en bestaat uit gemetselde blokken natuursteen (flagstones). Het altaarblad is betegeld. In een grote rechthoekige nis in de achterwand is het Mariabeeld geplaatst. Het beeld geeft een biddende Maria weer staande op een wereldbol met sterren. Voor het beeld staat een tekstbordje met de tekst:

Jezus Maria, ik bemin U, red de zielen